# 동둔내 나들목
동둔내 나들목(E.Dunnae IC)는 강원특별자치도 횡성군 둔내면 삽교리에 설치된 영동고속도로의 30-1번 교차로이다. 하이패스 전용 나들목이기 때문에 동둔내 하이패스 나들목이라고도 불리며, 2016년 12월 21일에 개통되었다. 인천 방향 진출만 가능하다.

## 연혁
- 2016년 12월 21일 : 인천 기점 167.3 km 위치에 하이패스 나들목 개통[1][2]

## 구조물 정보
- 위치 : 강원특별자치도 횡성군 둔내면 삽교리
- 영업소: 강원특별자치도 횡성군 둔내면 청태산로 486

## 접속하는 도로
- 청태산로

## 교통량 정보
| 요금소          | 통행량 (대/일) | 통행량 (대/일) | 통행량 (대/일) | 통행량 (대/일) | 각주  |
| 요금소          | 2016년         | 2017년         | 2018년         | 2019년         | 각주  |
| --------------- | -------------- | -------------- | -------------- | -------------- | ----- |
| 동둔내 (폐쇄식) | 122            | 132            | 126            | 129            | [ 3 ] |